# Joseph Vaz

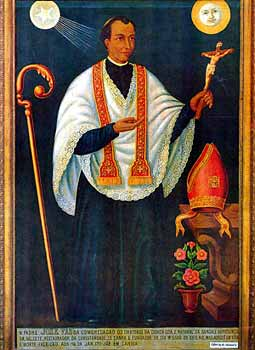
Der Heilige Joseph Vaz, Gemälde in Kandy, 18. Jahrhundert

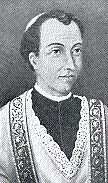
Ausschnitt aus dem historischen Gemälde

Joseph Vaz (Englisch: Saint Joseph Vaz; Konkani: Bhagivont Zuze Vaz; Portugiesische Sprache: São José Vaz; Sinhala: ශාන්ත ජුසේ වාස් පියතුමා Santha Juse Vaz Piyathuma; Tamil: புனித ஜோசப் வாஸ்; * 21. April 1651 in Benaulim, Taluk von Salcete, Indien; † 16. Januar 1711 in Kandy, Sri Lanka) war ein katholischer Priester aus Indien und einer der bedeutendsten Missionare von Sri Lanka. Er ist ein Heiliger der katholischen Kirche und wird Apostel von Ceylon genannt.

## Leben und Wirken

### In Indien
Joseph Vaz war das dritte von sechs Kindern der indischen Eheleute Christoph Vaz (aus Sancoale) und Maria de Miranda (aus Benaulim). Seine Familie gehörte ursprünglich zur Kaste der Brahmanen, war aber katholisch geworden und hatte dabei den portugiesischen Familiennamen Vaz angenommen. Der Junge lernte Portugiesisch in Sancoale und Latein in Benaulim. Sein Vater schickte ihn nach Goa, wo er am Jesuitenkolleg St. Paul und am Dominikanerkolleg St. Thomas von Aquin seine Studien absolvierte. 1675 wurde er Diakon, 1676 erhielt er die Priesterweihe von Erzbischof António Brandão von Goa. Joseph Vaz war ein großer Marienverehrer, weshalb er sich gerne als „Knecht der Jungfrau Maria“  bezeichnete. Er wurde in seiner Heimat schnell als guter Prediger und Beichtvater bekannt.
Vaz bat die bischöfliche Behörde um Entsendung in die Mission. Stattdessen betraute man ihn mit der undankbaren Aufgabe eines Generalvikars in Süd-Kanara, mit der Hauptstadt Mangalore. Hier bestand zu dieser Zeit eine konkurrierende, katholische Jurisdiktion, die später zum Goanesischen Schisma führte. Einerseits gehörte das Gebiet seit alters zum Erzbistum Goa bzw. zu dessen Suffragandiözese Angamaly, andererseits hatte der Papst dort einen Apostolischen Vikar namens Thomas de Castro eingesetzt und die Territorien später dem Apostolischen Vikariat von Malabar bzw. Verapoly zur Verwaltung angeschlossen, da die portugiesischen Kolonialherren an der indischen Westküste inzwischen von den Holländern verdrängt waren und letztere keine portugalabhängigen Bischöfe in ihren Gebieten duldeten. Unabhängig von der praxistauglichen Zuständigkeit des Apostolischen Vikars pochten die Portugiesen aber auf ihre historischen Rechte, was zu ständigen innerkirchlichen Spannungen und zu großem Ärgernis führte. Die goanesischen Bischöfe konnten nicht persönlich ihre Bistümer verwalten und diese – meist über Beauftragte – nur partikular versorgen. Sie hielten jedoch mit großer Zähigkeit an den historischen Jurisdiktionen fest. Sobald sie durch wechselnde politische Umstände die eine oder andere Pfarrei wieder erreichen konnten, nahmen sie diese sofort in Besitz und vertrieben die Amtsträger der Gegenseite. Manchmal wechselten die Jurisdiktionen einzelner Gemeinden innerhalb weniger Jahre mehrfach. Einer dieser Beauftragten des portugiesischen Erzbischofs von Goa war nun Joseph Vaz. Er sollte dessen Rechte dort geltend machen und ihn vertreten.
1681 traf Joseph Vaz in Bangalore mit dem Apostolischen Vikar Thomas de Castro zusammen. Jener erklärte ihm eingehend die Sachlage und überzeugte Vaz von der päpstlichen Bestätigung seines Amtes. Statt auf der goanesischen Gegenposition zu verharren, unterwarf sich Vaz dem Apostolischen Vikar, vorbehaltlich einer endgültigen Entscheidung aus Rom. Er wurde nun von diesem mit dem gleichen Amt betraut, das man ihm auch in Goa gegeben hatte und konnte somit ungestört in dem Gebiet missionieren, wobei er sozusagen beide konkurrierenden Jurisdiktionen gleichzeitig vertrat.
Als der goanesische Erzbischof Manuel de Sousa e Menezes von der Einigung zwischen Vaz und dem Apostolischen Vikar de Castro erfuhr, war er darüber sehr unzufrieden und rügte den Priester nachhaltig. Auf eigenen Wunsch wurde Vaz schließlich 1684 von seinem Posten in Süd-Indien abgelöst und kehrte nach Goa zurück; trotz seines nur relativ kurzen Aufenthaltes stand er dort allgemein in höchstem Ansehen, als frommer und friedliebender Missionspriester. Er hatte auch mehrere Kirchen gegründet bzw. neu erbauen oder umbauen lassen, die bekannteste davon ist die Rosenkranz-Kathedrale von Mangalore.
1685 trat Joseph Vaz in Goa dem Orden der Oratorianer bei und wurde bald darauf deren örtlicher Oberer.

### Apostel von Ceylon
Als Joseph Vaz vom traurigen Los der Katholiken in Ceylon erfuhr, die von den Holländern, welche auch keine Geistlichen zu ihnen ließen, stark unterdrückt wurden, entschloss er sich, dorthin zu gehen. Überdies gab es hier auch große Gebiete, in denen das Christentum noch überhaupt nicht verbreitet war. 1686 erhielt er die Erlaubnis zum Antritt seiner Mission und gelangte 1687 per Schiff von Kollam über Tuticorin nach Sri Lanka.
Der Priester landete in Jaffna, konnte jedoch dort nur im Verborgenen arbeiten und musste ständig Furcht vor den Repressalien der Holländer haben. 1691 übersiedelte er daher ins buddhistische Königreich Kandy. Hier wurde er zusammen mit zwei weiteren Glaubensgenossen, als vermeintlicher portugiesischer Spion eingesperrt und hatte dadurch Muße, die Ortsprache singhalesisch zu erlernen. Als eine große Dürre herrschte und die buddhistischen Priester keine Abhilfe schaffen konnten, wandte sich König Vimaladharmasurya II. an Pater Vaz. Er errichtete einen Altar mit Kreuz und flehte um Regen, der schon kurz darauf einsetzte. Dadurch kam er frei und er missionierte nun von Kandy aus im holländischen Gebiet um Colombo. Sein selbstloser Einsatz bei einer Pockenepidemie verschaffte Joseph Vaz dann sogar die Erlaubnis auch im Königreich Kandy zu missionieren. Erzbischof Pedro Pacheco von Cochin, Suffragan von Goa, hatte ihn inzwischen offiziell zu seinem Generalvikar in Ceylon ernannt. Zusammen mit anderen, aus Indien nachgekommenen Priestern seines Ordens entfaltete Vaz ein reges Missionswerk, sowohl in den unter holländischer Kolonialhoheit stehenden Territorien, als auch in den Gebieten einheimischer Fürsten. Er übersetzte auch mehrere religiöse Werke in Singhalesisch.
König Vimaladharmasurya II. starb 1707, sein Nachfolger König Vira Narendra Sinha unterstützte Joseph Vaz und seine Mitbrüder ebenfalls. Pater Joseph Vaz starb 1711, mit 59 Jahren zu Kandy, allgemein im Ruf der Wundertätigkeit und der Heiligkeit stehend. Man bestattete ihn auf Veranlassung des Königs in Kandy; später wurden hier jedoch alle Stätten des Christentums zerstört, weshalb das Grab von Joseph Vaz heute verschollen ist.

## Seligsprechung und Heiligsprechung
Bischof Francisco de Vasconcellos S.J. von Cochin leitete bereits 1737 den Seligsprechungsprozess für Joseph Vaz ein, der jedoch lange nicht zum Abschluss kam. Der in Kandy residierende Apostolische Delegat von Ostindien, Ladislaus Zaleski (1852–1925), hörte immer wieder Berichte von diesem im Ruf der Heiligkeit verstorbenen Priester. Er stellte eigene Nachforschungen über ihn an, wurde ein großer Verehrer von Joseph Vaz und veröffentlichte eine mehrfach aufgelegte Biografie über ihn. Daraufhin wurde der Seligsprechungsprozess wieder aufgenommen und 1953 vom Erzbistum Goa und Daman positiv abgeschlossen. Am 21. Januar 1995 wurde Joseph Vaz von Papst Johannes Paul II. in Colombo seliggesprochen, sein liturgischer Gedenktag ist der 17. Januar.
Am 14. Januar 2015 sprach Papst Franziskus Vaz anlässlich seiner Pastoralreise nach Sri Lanka in Colombo heilig.